# Sólo te pido
Sólo te pido es una ranchera compuesta en 1994 por el letrista y músico Juan Bautista. 
La canción tuvo éxito en España en la década de los años 90 y 2000, interpretada por el cantante Manolo Escobar.
- Datos: Q16637323